# 長泉寺 (岡山県和気町)
長泉寺（ちょうせんじ）は、岡山県和気郡和気町日笠上にある日蓮宗の寺院。山号は常立山。旧本山は大本山小湊誕生寺(身延門流)、生師法縁。
町内には實成寺、妙應寺、本久寺などがある。

## 歴史
天正14年（1586年）邑久郡久々井村に宇喜多氏の家臣藤田甚左衛門により開基された。元禄12年（1699年）日笠村の現在地に移転された。現在の本堂は平成9年（1997年）に再建されたもの。

## 境内
- 本堂

## 歴代
- 本行院日宥

## 乗蓮寺
長泉寺以前にこの地にあった日蓮宗の寺で、熱心な法華経の信者であった日笠頼房（1518年－1582年）が日笠村（現在の和気町内）に日笠山乗蓮寺を建立した。後年、浦上氏と宇喜多氏の間で戦いが起こり日笠の青山城等が焼失するが乗蓮寺は兵火から免れた。寛文6年（1667年）岡山藩主池田光政の時代の寺社整理（寛文法難）によって乗蓮寺は廃寺となった。